# Абдулсалям Хареб Обайд Аль-Румейсі
Абдулсалям Хареб Обайд Аль-Румейсі (англ. Abdulsalam Hareb Obaid Al-Romaithi) — еміратський дипломат. Надзвичайний і Повноважний Посол ОАЕ в Україні та в Республіці Молдова (за сумісництвом) (2013-2017). Надзвичайний і Повноважний Посол ОАЕ в Чорногорії (з 2017) та за сумісництвом в Боснії та Герцеговини, Косово (з 2018).

## Життєпис
З 11 березня 2013 по березень 2017 рр. — Надзвичайний і Повноважний Посол ОАЕ в Києві (Україна)
13 вересня 2014 року вручив вірчі грамоти Президенту України Петрові Порошенку
6 травня 2017 року вручив вірчі грамоти Президенту Чорногорії Филипу Вуяновичу
12 березня 2018 року вручив копії вірчих грамот начальнику Управління дипломатичного протоколу Міністерства закордонних справ Боснії та Герцеговини Мірсад Бешичу.